# Perla Achával
Perla Achával  fue una actriz de reparto argentina de principios del siglo XX.

## Carrera
Achával fue una primera actriz  proveniente del teatro, que cubrió, durante la época dorada del cine argentino, roles de reparto en una decenas de films. Compartió, escena con renombrados artistas como Sabina Olmos, Roberto Airaldi,  Nélida Romero, Luis Dávila, Irma Roy, Eduardo Naveda, Paulette Christian , Carmen Campoy, Juan Carlos Barbieri, entre muchos otros.

## Filmografía
- 1945: Éramos seis
- 1947: Corazón
- 1947: Una mujer sin cabeza
- 1948: El barco sale a las diez
- 1950: Arroz con leche
- 1952: Vuelva el primero!
- 1955: Mi marido y mi novio[2]

## Teatro
En teatro encarnó en 1944 al personaje de Adelina en una obra encabezada por actores de la talla de Manolita Serra, Pedro Hurtado, Delia Garcés , Juan Bono, Osvaldo Terranova, Carlota Rossi, Alejandro Anderson y Mónica Bond.